# Coenosia anthracina
Coenosia anthracina är en tvåvingeart som beskrevs av Malloch 1921. Coenosia anthracina ingår i släktet Coenosia och familjen husflugor. Inga underarter finns listade i Catalogue of Life.